# Llagosta migratòria
La llagosta migratòria (Locusta migratoria) és una espècie d'ortòpter celífer de la família dels acrídids.
És un insecte de mida gran amb ales llargues, tres parells de potes i una mandíbula desenvolupada. Aquesta espècie provoca grans plagues que comporten moltes pèrdues econòmiques, per la qual cosa és important mantenir-la sota control.
El seu genoma té una mida de 6,5 Gb, essent un dels genomes d'insectes més grans conegut. Presenta reproducció sexual i un caracerístic polifenisme segons la densitat poblacional amb dues fases molt diferenciables: solitària i gregària.
A banda de les pèrdues econòmiques, aquest insecte ens aporta un gran benefici respecte a l'alimentació, ja que tenen un perfil nutricional molt favorable. Va ser al novembre de 2021 que l'Autoritat Europea de Seguretat Alimentària (EFSA) va aprovar el consum d'aquest insecte a Europa.

## Morfologia
És un insecte de grans dimensions (longitud aproximada de 35-50 mm en mascles i 45-55 mm en femelles). Presenta un parell d'antenes curtes i filiformes i, generalment, tenen dos parells d'ales molt desenvolupades: Èlitres llargues, 43.5-56 mm en mascles i 49-61 mm en femelles, brillants però incolores i sense bandes. Té tres parells de potes articulades, cadascuna a una part del tòrax: les dues primeres curtes, que són amb les que caminen i s'aguanten a la superfície, i les posteriors llargues que utilitza per saltar.
Estan dotades d'una mandíbula blavosa i tenen el cap independent del tòrax. La coloració corporal pot variar: verd, marró, verd grogós i gris. El més comú, però, és el color marronós en mascles i el verd en femelles.

## Distribució
D'entre totes les espècies de llagosta, la llagosta migratòria té la distribució més àmplia: la trobem a pràcticament totes les parts temperades i tropicals de l'hemisferi oriental: Europa, Àfrica, Madagascar, Aràbia, l'Índia, Caucas, Àsia (centre i sud-est), Austràlia, Papua Nova Guinea i Nova Zelanda.
Els límits són els següents: pel nord, l'extrem sud de la zona de bosc de coníferes d'Europa i Àsia. Pel sud arriba a Nova Zelanda. El límit oest correspon a les Açores, a l'oceà Atlàntic. Per l'est, a les Fiji, a l'oceà Pacífic. Per tant, trobem aquesta espècie des de selves tropicals a boscos, deserts, muntanyes, litorals, etc.
A més, l'espècie també aguanta un ampli rang altitudinal: des del nivell del mar fins a muntanyes de l'Àsia central de 4.000 metres.
En la península Ibèrica es troben insectes d'aquesta espècie des d'abril fins a novembre.
És per això que les subespècies de Locusta migratoria estan organitzades segons la seva distribució, ja que cada una té unes adaptacions diferents les quals afecten, per exemple, a la morfologia.

## Classificació taxonòmica
A la dreta podem observar la taxonomia d'aquesta espècie, la qual és l'únic membre del gènere Locusta.
Principalment existeixen les següents subespècies:
- Locusta migratoria migratoria: distribuïda al centre i oest d'Àsia, est d'Europa.
- Locusta migratoria migratorioides: distribuïda per tota Àfrica i illes de l'Atlàntic.
- Locusta migratoria capito: distribuïda per Madagascar.
- Locusta migratoria manilensis: distribuïda a l'est d'Àsia.

## Plagues

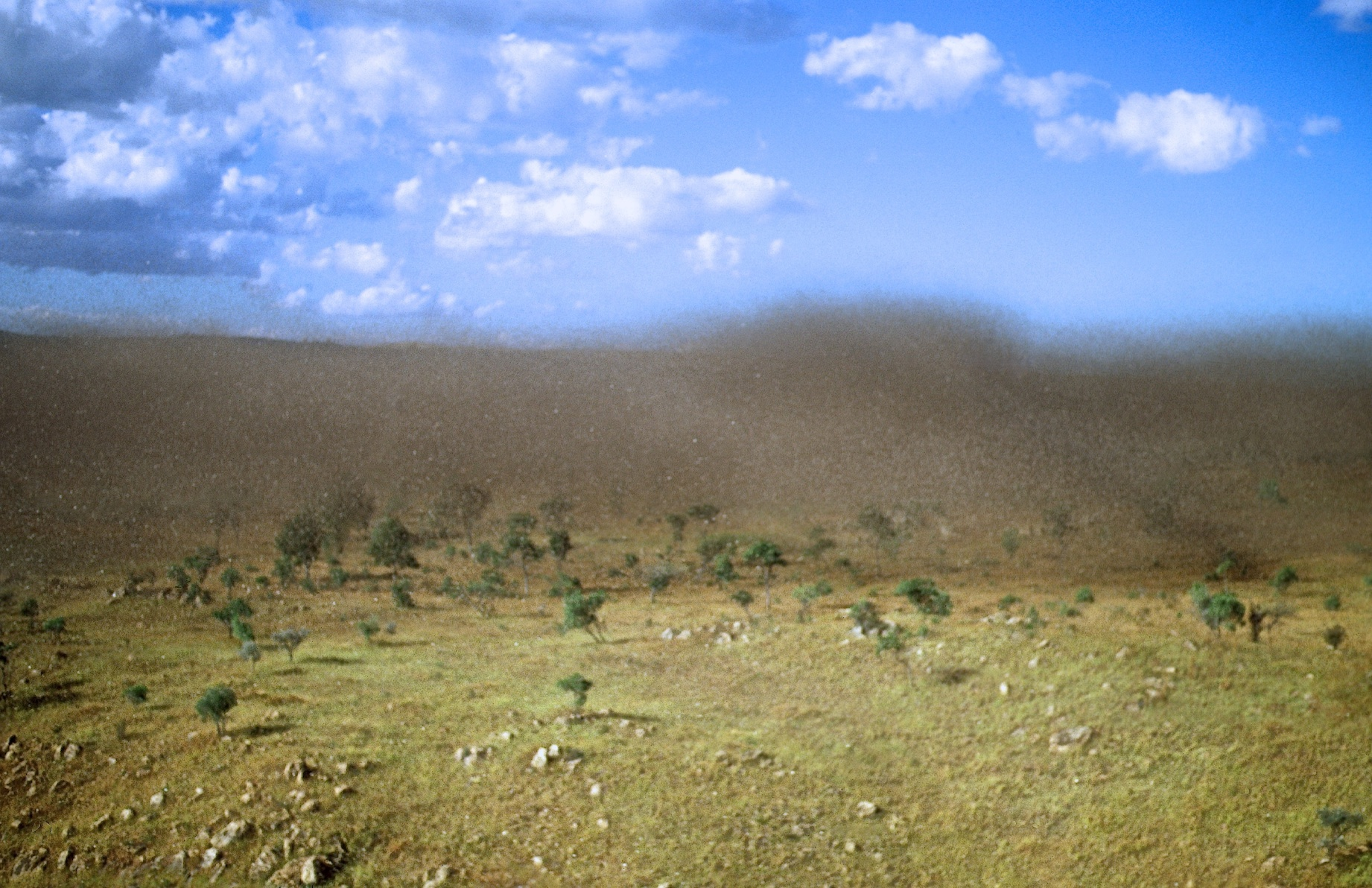
Plaga de llagostes migratòries en Madagascar, autor Michel Lecoq.

Aquests insectes volen amb l'ajuda del vent a una velocitat de fins a 20 km/h. A més, formen eixams, els quals arriben a desplaçar-se 130 kilòmetres en un dia. La mida màxima d'aquests és de centenars de kilòmetres i de 80 milions de llagostes per kilòmetre quadrat.
Un individu adult pot arribar a consumir el seu propi pes, és a dir, aproximadament dos grams d'aliment al dia. Això significa que un milió de llagostes utilitza una tona de menjar al dia (espècie herbívora). Això comporta un impacte econòmic molt gran quan ens trobem amb una plaga, per la qual cosa el control d'aquestes és molt important.

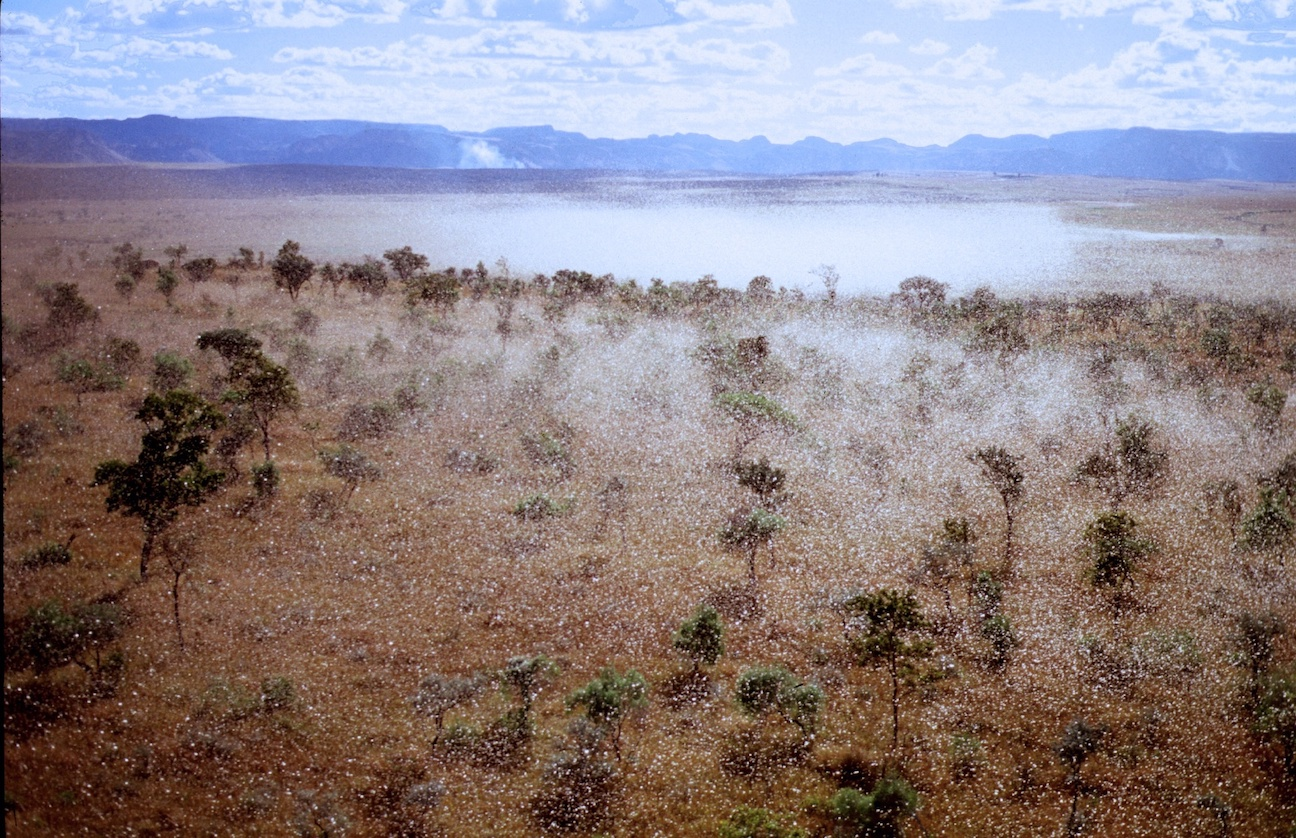
Plaga de llagostes migratòries en Madagascar, autor Michel Lecoq.

Tot i que a Europa aquest insecte no formi plagues, sí que en provoca en països tropicals i subtropicals. A l'Àfrica, l'última plaga rellevant va ser entre els anys 1928 i 1942, de la subespècie Locusta migratoria migratoria. Aquesta subespècie no ha tornat a formar eixams degut a la transformació climàtica, però la llagosta del desert (Schistocerca gregaria) sí que en causa. Les condicions climàtiques ideals per la formació d'un eixam són les fortes pluges que permetin la formació d'un gran nombre d'ous i un bon ambient a causa del creixement de vegetació.
El 2013 va haver-hi una plaga d'aquesta espècie a Madagascar, la pitjor en l'illa des de la dècada de 1950. L'Organització de les Nacions Unides per a l'Agricultura i l'Alimentació (FAO) va comunicar la possibilitat d'afectació al 60% de la població. Es van necessitar amb urgència uns 22 milions de dòlars perquè es pogués llançar una campanya de fumigació a gran escala per combatre la plaga. El novembre de 2012, el Ministeri d'Agricultura de Madagascar ja havia declarat un desastre nacional davant de la situació. Aquesta plaga va ser comparada amb les esmentades a la Bíblia (vuitena plaga d'Egipte).

### Control
Existeixen diversos mètodes en el tractament de les plagues de llagosta migratòria, com poden ser els biològics, els químics o els mecànics.
Els mètodes biològics consisteixen en utilitzar altres éssers vius per tal de combatre les plagues. En el cas de la llagosta migratòria, uns dels més utilitzats són els fongs del gènere Metarhizium. La tècnica consisteix en preparar una solució d'espores del fong en olis, generalment gasoil o oli de soia, que serà dispersada a les zones que es volen tractar. Un altre fong usat és Paranosema locustae, el qual és un paràsit intracel·lular del teixit adipós de llagostes. A més dels fongs, s'està investigant l'ús de diversos nematodes, Heterorhabditis megidis i Steinernema feltiae, que estan resultant molt efectius a l'hora d'eliminar tant la llagosta migratòria com altres insectes formadors de plagues. No obstant això, tot i ser un dels mètodes més significatius en el control d'aquestes plagues, els biopesticides presenten l'inconvenient de ser bastant lents.
Altres mètodes que s'estan fent servir són els químics. Aquests són similars als biològics, amb la diferència que els agents dissolts no són éssers vius, sinó compostos inerts en volums molt baixos. Alguns dels més utilitzats són la cipermetrina, el clorpirifòs, la deltametrina o el tiametoxam, entre d'altres.
A certes zones menys desenvolupades se segueixen utilitzant mètodes tradicionals, els quals no són tan efectius com els anteriorment mencionats, però tot i això ajuden a combatre les plagues. N'hi ha de molt diversos, com per exemple llaurar els camps per tal de destruir les zones de reproducció, crear trampes excavant al sòl per eliminar eixams o espantar les llagostes cremant zones o fent renou. També es poden plantar cultius alóctons, que ajudaran a desfer-se de les zones de cría establertes per les llagostes.
No obstant, l'eliminació de plagues no és l'única manera de controlar les plagues de llagosta migratòria. La detecció de les plagues en els primers estats fa que sigui més fàcil tractar-les, és per això que existeixen els Early Warning Systems (EWS) o els Geographic Information Systems (GIS). Són sistemes que ajuden a detectar ràpidament les plagues i poder efectuar una resposta adequada. Aquests sistemes, juntament amb el seguiment de camp, que permet en quina fases troba la plaga, són de vital importància a l'hora de tractar la llagosta migratòria.
Els ministeris d'agricultura de cada país són els encarregats d'organitzar-se per prevenir-les. A més, la FAO (Food and Agriculture Organization) també fa un seguiment de les poblacions en els països on hi ha risc de plagues.

## Cicle vital

### Reproducció

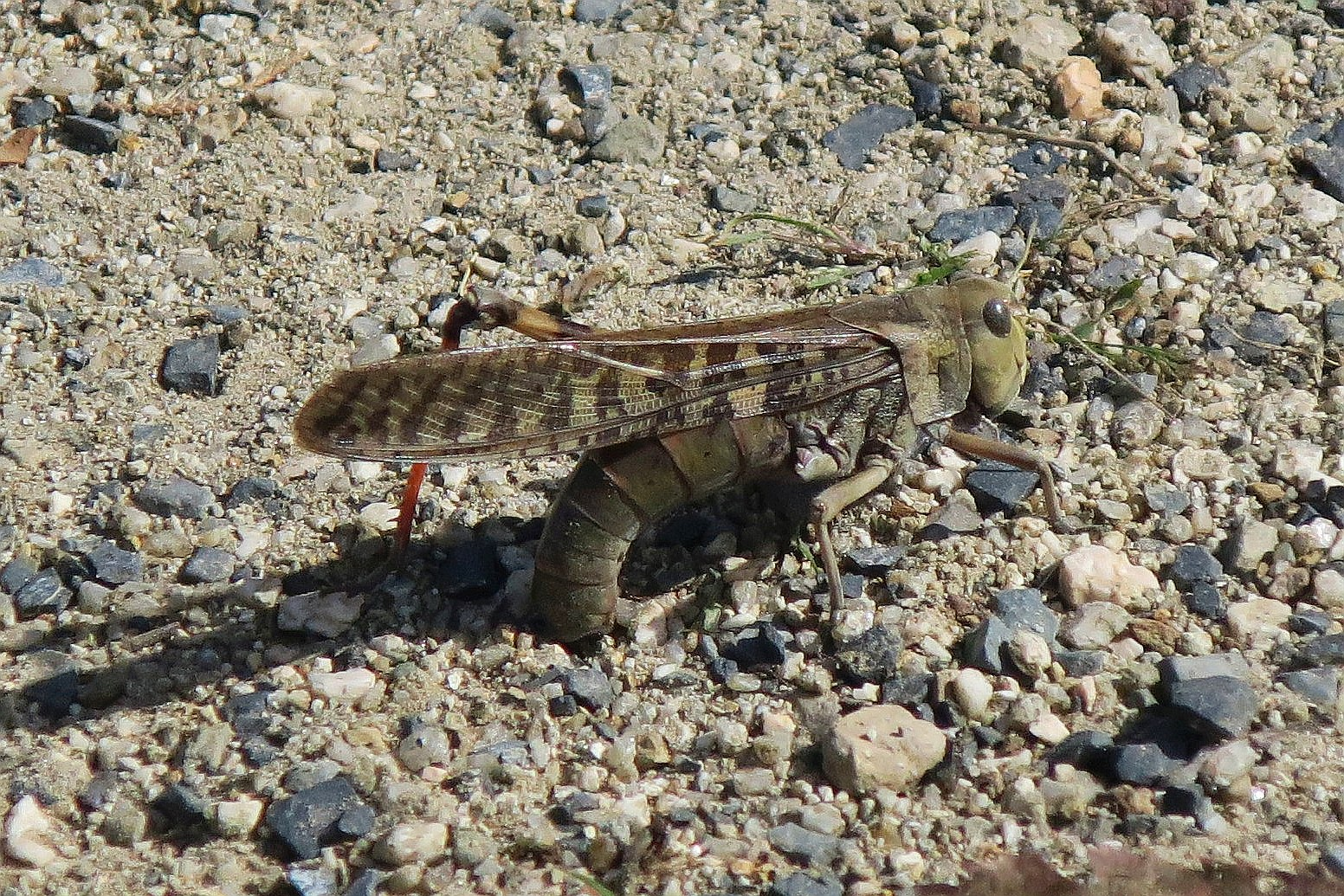
Locusta migratoria ponent ous

L'aparellament de Locusta migratoria es dona entre un mascle i una femella. El mascle passa l'esperma al tracte reproductor de la femella. Aquest s'emmagatzema als sacs espermatecals, que faran de reservori de l'esperma.
En les femelles de Locusta migratoria, els ous maduren als ovaris i s'ovulen als oviductes, que estan situats de manera lateral. Es queden aquí fins que es troba un lloc adient per tal de fer l'oviposició. Un cop trobat el lloc idoni, les femelles caven un forat a terra i mitjançant contraccions musculars de les parts altes dels oviductes, els ous passen per l'oviducte i per la cambra genital. Aquí es produeixen també les contraccions dels sacs espermatecals. Això resulta en l'alliberament de l'esperma i la fertilització dels ous, que seran postos en el forat prèviament cavat per les femelles.
La coordinació del cavatge del forat, així com dels oviductes i l'espermateca és clau per a la formació d'ous viables. Cada espermateca mesura 20 mm i conté aproximadament 30 ous al seu interior, que són de color groguenc i allargats, mesurant entre 4,5 i 6 mm. Aquests sacs espermatecals es troben tancats per un extrem i oberts per l'altre, protegit per un opercle.
Els ous normalment són postos en zones o àrees de sorra humida, on hagi plogut prèviament. Les femelles no ponen ous en terres que no tinguin una humitat amb una profunditat de fins a cinc o deu centímetres. Aquest és un mecanisme per tal de garantir i proporcionar un ambient humit als ous, que permeti el seu correcte desenvolupament. Les femelles acostumen a comprovar la qualitat i humitat del terra inserint la punta del seu abdomen.
Un cop s'ha donat la posta dels ous, aquests eclosionaran passats aproximadament uns 10 dies, sota unes condicions d'humitat relativament altes (65%), temperatura de 33 °C i presència de llum. Les hores més probables per a l’eclosió són entre les 11:00 i les 12:00. Aquestes condicions són les òptimes per a una taxa d’eclosió propera al 100% i a mesura que van variant, la taxa disminueix.

### Polifenisme
Aquest insecte presenta polifenisme, el que significa que pateix canvis en el seu aspecte i comportament durant el seu cicle vital degut a pertorbacions ambientals relacionades amb la densitat poblacional, sense necessitat de variacions gèniques. Existeixen, aproximadament, una dotzena d'espècies a la família Acrididae amb aquesta capacitat.
Quan hi ha poca densitat de població cada insecte porta una vida individual i realitzen una migració nocturna: aquesta primera fase es coneix com a solitària. Quan el nombre d'organismes augmenta notablement (o disminueix molt l'aliment), es tornen més actius, visibles i sociables. En aquesta fase comencen a formar eixams comunitaris i migren durant el dia (els adults es reprodueixen mentre viatgen): aquesta és la fase gregària. Quan hi ha una acumulació d'adults en fase gregària es formen els eixams migratoris, els quals poden esdevenir plagues. Passat un temps, els eixams disminuiran la seva mida la llagosta tornarà a la fase solitària, per exemple quan les condicions climàtiques no siguin les adients o quan s'esgoti el subministrament d'aliments.
L'adult, en passar a gregari patirà una sèrie de canvis morfològics, com ales més llargues, potes més curtes i mida menor: en la fase solitària adulta la femella té una longitud de 5-7 cm i el mascle de 4–5.5 cm; i en la fase gregària adulta, la femella té una longitud de 4–4.5 cm i el mascle de 3.5–4.5 cm. A més, també hi ha una variació en la coloració, en la fase solitària són principalment de color verd o marró (fosc en els individus de zones cremades), però tenen certa coloració adaptativa estacional: al voltant del 80% de verd en època de pluges i un 20% durant l'estació seca). En canvi, en les fases gregàries mai trobarem coloració verda (sempre groc o marró) així com en els primers estadis de vida. Aquestes coloracions són observables en les fotografies. Aquest canvi és progressiu i podem trobar individus amb una morfologia intermèdia (polimorfisme de fase).
Aquesta transició de fase pot estar guiada per la metilació de l'ADN al cervell. Tot i que encara hi ha poca informació, es coneix que la síntesi de l'enzim ADN metiltransferasa depèn de tres gens: Dnmt1, Dnmt2 i Dnmt3, presents en alta proporció al cervell d'aquestes llagostes. Un d'ells, "Dnmt3" canvia ràpidament la seva expressió sobre la base de la densitat poblacional: és alta en la fase gregària i disminueix quan la població ho fa, igual que és baixa en la fase solitària i augmenta amb la densitat d'individus. Per tant, segueix un patró de relació proporcional com a resposta a canvis de densitat poblacional, que és quan es dona el canvi de fase. En el cervell trobem el receptor de l'hormona HR3, l'expressió del qual disminueix quan ho fa Dnmt3, per la qual cosa HR3 podria ser el factor transcripcional que regula la transició.

### Altres aspectes
El creixement de Locusta migratoria es realitza de la següent manera: durant el cicle vital de l'insecte l'exoesquelet es desprèn en diverses ocasions. La finalitat dels cinc primers estadis és créixer en mida i la llagosta es manté a terra, on és fàcil de controlar, fins que arriba a l'etapa adulta.
No és fins al cinquè i últim estadi quan aquests insectes desenvolupen les ales i poden passar a la fase gregària i provocar plagues. En aquest moment es dona una maduració a la fase adulta, que dura dues setmanes, i seguidament poden dur a terme la reproducció mitjançant ous.

## Relació amb humans

### Impacte econòmic
La llagosta migratòria pot resultar una amenaça per les collites i les pastures. És la causant de nombroses plagues en plantacions, per exemple, de canya de sucre, sorgo, blat, ordi o civada. A més, també pot provocar danys significatius en banana, pinya, oli de palma, cotó, cacahuet i alguns vegetals.
Les plagues de llagosta migratòria arreu del món han afectat l'agricultura tant en els seus àmbits industrials com en els domèstics.
L'impacte econòmic ha estat remarcable especialment a països subdesenvolupats o amb escassetat de recursos; o a països amb una economia basada principalment en l'agricultura. Un exemple de país que basa l'econòmica en l'agricultura és Madagascar, on degut a plagues passades ha patit danys en l'agricultura d'aproximadament tres quartes parts de l'illa. Això ha portat a patir pèrdues econòmiques de diversos milers de milions de francs margaixos, dels quals al voltant de 2500 milions van ser destinats al control de les plagues.

### Aliment
L'entomofàgia es basa en la utilització d'insectes pel consum humà. És una pràctica força estesa al voltant del planeta, sobretot en aquelles regions on les condicions ambientals dificulten el desenvolupament de la producció agrícola. La manca de subministrament i la malnutrició han fet que llagostes, grills i altres insectes resultin una bona alternativa com a font de proteïnes i àcids grassos. Tant és així que, en països asiàtics com el Japó, la Xina i Corea,  el cultiu i recol·lecció d’aquests animals fa molt de temps que s'ha generalitzat i perfeccionat per a permetre un emmagatzematge (assecatge) en grans quantitats destinades al consum. En algunes zones de l'Àfrica, l'Orient Mitjà i el sud-est asiàtic aquests productes resulten altament valorats en l’àmbit culinari i, en alguns casos, se’ls considera aliments de luxe.
La FAO admet que les dades disponibles són escasses, però segons un estudi realitzat el 2013 els insectes més consumits són els escarabats (coleòpters) (31%), les erugues (lepidòpters) (18%) i les abelles, vespes i formigues (himenòpters) (14%). Després trobaríem els llagostes, les llagostes i els grills (ortòpters) (13%), on estaria la llangosta migratòria, entre d'altres.
A Europa, l'Autoritat Europea de Seguretat Alimentària (EFSA) és l'encarregada d'aprovar els insectes com a forma de consum:
El gener de 2018 es va concluir oficialment a la Unió Europea que els insectes havien passat totes les proves necessàries i, per tant, es podien considerar aliments (Reglamento (UE) 2015/2283).
El maig de 2021 es va aprovar Tenebrio molitor com a primer insecte aprovat a la UE (Reglamento de Ejecución (UE) 2021/882).
El novembre de 2021 es va aprovar el segon insecte, Locusta migratoria (Reglamento de Ejecución (UE) 2021/1975).

### Cuina
La llagosta migratòria forma part de la cultura gastronòmica de nombrosos països com Zàmbia, Camerun, Botswana i altres del centre i sud del continent africà. A més, ha tingut una especial rellevància en la dieta del continent asiàtic, en països com Tailàndia, Filipines, Xina, Japó, Vietnam, Índia o Malàsia. En països membres de la Unió Europea, però, no hi ha registre d'una dieta que inclogui llagosta migratòria, així com tampoc és comú el consum d'insectes en general.
El 12 de novembre de l'any 2021 la Comissió Europea va aprovar oficialment la venda de llagosta migratòria com a menjar, convertint-se en el segon insecte aprovat pel consum humà aquell any. Aquesta aprovació va englobar a l'insecte en forma congelada, seca o en pols.
La llagosta migratòria pot ser incorporada en una extensa llista de plats. Durant molts anys han estat utilitzades com a complement en receptes bàsiques com l'amanida o els arrossos. També es poden menjar directament crues o es poden cuinar bullides, torrades, rostides o liofilitzades. La manera més habitual de menjar-les és fregides; i es poden utilitzar com a plat, acompanyament o aperitiu. També s'ha estudiat l'addició de pols de Locusta Migratoria com a ingredient en, per exemple, pa. Aquest producte no va ser rebutjat sensorialment i, a més, tenia major concentració de proteïnes, lípids, fibra i aminoàcids essencials. Fins i tot, aquesta pols presentava una major capacitat d'absorció d'aigua i oli que la farina de blat.
El seu sabor és usualment associat al d'alguns fruits secs com les nous o les ametlles, i es tracta d'un sabor neutral. És per això que la llagosta migratòria s'utilitza tant en plats salats com en alguns plats dolços.

### Propietats nutricionals
En els darrers temps, els insectes s'han erigit com una bona alternativa en els futurs models de dieta. A causa del seu elevat contingut proteic, d'àcids grassos insaturats i carbohidrats, així com a la presència d'altres micronutrients importants, han resultat ser una font més sostenible que els productes animals tradicionals. D’acord amb la FAO, aproximadament 2 mil milions de persones al voltant del món incorporen els insectes a la seva dieta, però si en els propers anys es vol fer incrementar aquest número s'ha de poder garantir la seguretat del seu consum. Per a aconseguir-ho, cal conèixer profundament el valor nutricional i beneficis d’aquest producte, però també els seus efectes perjudicials (al·lèrgies, efectes tòxics, pèrdues nutricionals, etc.).
Els valors nutricionals dels insectes, però, poden diferir molt entre les diferents espècies més consumides. Tot i això, des d'un punt de vista general, destaca el seu alt contingut en àcids grassos, sobretot en erugues, escarabats i tèrmits. En el cas de llagostes i espècies relacionades, els valors són menors. Les dades de la comparativa estàn incloses a la taula inferior. Els pocs perfils d'àcids grassos disponibles fins ara mostren un contingut significatiu en àcid linoleic (ω6 i ω3), ambdós àcids grassos insaturats essencials. Pel que fa als àcids grassos saturats, el contingut en insectes és molt similar al del peix i l'aviram.
La creixent popularitat d'aquests animals a occident ha sigut motivada, sobretot, per la creença que són una gran font de proteïnes. Els estudis realitzats, però, matisen aquesta màxima, ja que el contingut de proteïna bruta també és molt variable entre espècies. El pic de contingut proteic en erugues oscil·la entre els 50-60g/100g pes sec; en escarabats (larva de morrut de les palmeres) els valors no superen els 23-36g/100g pes sec; mentre que en tèrmits s'han detectat valors d'entre 35-65g/100g pes sec. Respecte dels ortòpters, les dades són especialment variables, essent les de Locusta migratoria manillensis les més baixes (41g/100g pes sec) i les d' Oxya verox les més altes (91g/100g pes sec). Des d'un punt de vista general, la quantia nutricional dels insectes és molt semblant a la de les carns convencionals (vedella o porc), que fluctuen entre els 40-75g/100g pes sec.
Els estudis realitzats també destaquen nivells alts de glúcids/carbohidrats estructurals equivalents a la fibra, sobretot presents en l’exoesquelet d’aquests animals, en unes proporcions equiparables al contingut cel·lulòsic dels cereals. Aquest exoesquelet o cutícula està format principalment per quitina, un polisacàrid estructural que consisteix en la repetició seriada d’unitats d'N-acetilglucosamina unides per enllaços β-1,4. Les implicacions bioquímiques que té aquesta conformació són molt semblants a les de la fibra de cel·lulosa de cèl·lules vegetals: degut a l’absència de l’enzim responsable (quitanasa), l’ésser humà és incapaç d'hidrolitzar aquesta molècula polimèrica en el seu tracte digestiu. En termes numèrics,  el contingut de fibra d’erugues (6,5-11,4g/100g pes sec), tèrmits (4,9g/100g pes sec) i llagostes (14,21-17,09g/100g pes sec) és força similar al de la farina de blat integral (12g/100g pes sec). La presència de minerals com el ferro i/o el calci en insectes, en canvi, és superior a la carn de vedella. A més a més, algunes espècies destaquen pels seus alts nivells de vitamines B i E, i β-carotens.
També és clar que el contingut nutricional variarà en funció de la dieta amb la qual hagi crescut l'insecte. Es va dur a terme un experiment amb tres grups de llagostes, unes creixien amb d'herba, les altres amb herba i segó de blat i per acabar, amb herba, segó de blat i pastanaga. Seguidament, van determinar el pes fresc i sec, el contingut de matèria seca, lípids, proteïnes, Ca, K, Mg, Na, P, Cu, Fe, Zn i carotens, entra d'altres. L'addició de segó de blat va reduir el contingut de proteïnes i va augmentar el contingut de greix i també va disminuir el contingut d'α-carotè, que no va canviar en incorporar pastanagues. L'addició de pastanagues va augmentar encara més el contingut de greix a més d'augmentar la concentració de β-carotè. Les concentracions de minerals també es van veure significativament afectades per la dieta. Gràcies a aquest estudi sabem que en la indústria podem adaptar la composició química dels insectes per satisfer millor les demandes nutricionals.
|                      | P     | Ba    | Zn    | Fe    | Al    | B     | Pb    | Cr    | Co    | Mn    |
| -------------------- | ----- | ----- | ----- | ----- | ----- | ----- | ----- | ----- | ----- | ----- |
| Habitual             | 29,58 | 2,192 | 0,879 | 0,554 | 0,443 | 0,298 | 0,213 | 0,060 | 0,060 | 0,040 |
| Desviació estàndard* | 4,31  | 0,36  | 0,09  | 0,03  | 0,01  | 0,06  | 0,09  | 0,01  | 0,01  | 0,01  |

*Es varen realitzar tres rèpliques, la desviació és una mitjana de les tres mostres examinades.
Dades extretes dels llibres Determination of Nutritive Value of the Edible migratory locust Locusta migratoria, Linnaeus, 1758 (pàgina 145)
| Producte                | Àcids grassos | Proteïna | Fibra |
| ----------------------- | ------------- | -------- | ----- |
| Locusta migratoria      | 18-20         | 41-58    | 14-17 |
| Lepidoptera (erugues)   | 8-59          | 50-60    | 6-11  |
| Coleoptera (escarabats) | 42-64         | 23-36    | 6,4   |
| Isoptera (tèrmits)      | 50            | 35-65    | 4,9   |
| Carn de vedella         | 4             | 60       | 0*    |
| Aviram                  | 66            | 30       | 0*    |
| Salmó                   | 38            | 58       | 0*    |
| Farina de blat integral | 3             | 15       | 12    |

*Els valors obtinguts són considerats menyspreables o, directament, el contingut en l'aliment és nul.
Dades extretes dels llibres Determination of Nutritive Value of the Edible migratory locust Locusta migratoria, Linnaeus, 1758 (pàgina 145) i Ecological implications of minilivestock: potential of insects, rodents, frogs, and snails (pàgines 546-577) i de la pàgina web "Food data central, U.S. department of agriculture".

### Microorganismes i malalties
La llagosta, durant la seva cria, pot contraure diverses infeccions, ja siguin virals, bacterianes o d’origen fúngic. Aquestes infeccions, en la majoria de casos només afecten la llagosta migratòria o a organismes filogenèticament propers (a nivell de família), i no a humans. No obstant això, algunes poden donar lloc a toxiinfeccions alimentàries, com per exemple Bacillus thuringiensis.
Al tractar-se d’un aliment relativament nou, especialment a Occident, no existeix molt coneixement sobre els riscos que comporta el seu consum. L'EFSA (European Food Safety Authority), a petició de la Comissió Europea, va estudiar la seguretat dels productes derivats de Locusta migratoria tot seguint la legislació vigent el 2019 [Article 26(2)(c) of Regulation (EU) 2015/2283]. Es varen comprovar els nivells de metalls pesants, micotoxines i dioxines, plaguicides, amines biògenes i, finalment, microorganismes.
Pel que fa als metalls pesants, no es varen trobar nivells superiors als que es troben en altres aliments que es consumeixen regularment, per tant, la seva presència en la llagosta no suposa un perill per al consum humà. El mateix passa en micotoxines, dioxines i plaguicides, els nivells trobats varen ser similars als dels aliments amb els quals es va fer la comparació, els quals no arriben al límit crític de seguretat.
Quant a les amines biògenes, es varen estudiar tres principalment. La primera, la histamina, es va trobar en valors inferiors a 10 mg/kg, els quals no suposen un perill si tenim en compte que el límit que es va fixar en productes provinents de la pesca és de 200 mg/kg. Les altres dues, la putrescina i la cadaverina, es varen trobar en concentracions altes (entre 300 mg/kg i 620 mg/kg, en funció de si la llagosta havia estat preparada seca o en pols). Aquests, tot i ser alts, no comporten un perill, ja que un estudi recent va determinar que les LOAEL (la dosi mínima perquè una substància comporti un efecte en un subjecte) eren de 882 mg/kg per a la putrescina i de 511 mg/kg per a la cadaverina.
Finalment, es varen mesurar les concentracions de diversos microorganismes presents a les 5 mostres d'estudi. No hi ha dades dels valors exactes obtinguts, però en cap moment es varen superar els valors del límit crític. Alguns dels microorganismes presents són: Escherichia coli, Campylobacter spp., Clostridium perfringens, Bacillus cereus i llevats, entre d'altres. A més, no es va detectar la presència de Salmonella ni de Listeria monocytogenes, dos microorganismes causants de la salmonel·losi i la listeriosi, respectivament, dues de les malalties provocades per toxiinfeccions alimentàries amb més impacte sobre els humans.